# Listă de filme de animație din anii 1950
Aceasta este o listă de filme de animație din anii 1950.
| Titlu                                                      | Țara                                                  | Regizor                                                  | Studio                         | Tehnici de animație     | Note                      |
| 1950                                                       |                                                       |                                                          |                                |                         |                           |
| Cinderella                                                 | Statele Unite ale Americii                            | Clyde Geronimi Hamilton Luske Wilfred Jackson            | Walt Disney Productions        | Traditional             |                           |
| Érase una vez                                              | Spania                                                | Alejandro Cirici-Pellicer                                |                                | Traditional             |                           |
| Immer wieder Glück                                         | Germania de Vest                                      | Ferdinand Diehl                                          |                                |                         |                           |
| Johnny the Giant Killer Jeannot l'intrépide                | Franța                                                | Jean Image                                               |                                | Traditional             |                           |
| Prince Bayaya Bajaja                                       | Cehoslovacia                                          | Jiří Trnka                                               |                                | Stop motion             |                           |
| 1951                                                       |                                                       |                                                          |                                |                         |                           |
| Alice in Wonderland                                        | Statele Unite ale Americii                            | Clyde Geronimi Wilfred Jackson Hamilton Luske            | Walt Disney Productions        | Traditional             |                           |
| Amazon Symphony Sinfonia Amazônica                         | Brazilia                                              | Anelio Latini                                            |                                | Traditional             |                           |
| The Night Before Christmas Noch pered Rozhdestvom          | Uniunea Republicilor Sovietice Socialiste             | Valentina Brumberg Zinaida Brumberg                      | Soyuzmultfilm                  | Traditional             |                           |
| Spuk mit Max und Moritz                                    | Germania de Vest                                      | Ferdinand Diehl                                          |                                |                         |                           |
| The Visions of Tay-Pi Los Sueños de Tay-Pi                 | Spania                                                | José María Blay Franz Winterstein                        |                                | Traditional             |                           |
| 1952                                                       |                                                       |                                                          |                                |                         |                           |
| The King and the Mocking Bird Le Roi et l'oiseau           | Franța                                                | Paul Grimault                                            |                                | Traditional             |                           |
| The Scarlet Flower Alenkiy tsvetochek                      | Uniunea Republicilor Sovietice Socialiste             | Lev Atamanov                                             | Soyuzmultfilm                  | Traditional             |                           |
| The Snow Maiden Snyegurochka                               | Uniunea Republicilor Sovietice Socialiste             | Ivan Ivanov-Vano Aleksandra Snezhko-Blotskaya            | Soyuzmultfilm                  | Traditional             |                           |
| 1953                                                       |                                                       |                                                          |                                |                         |                           |
| Bonjour Paris!                                             | Franța                                                | Jean Image                                               |                                |                         |                           |
| Old Czech Legends Staré pověsti české                      | Cehoslovacia                                          | Jiří Trnka                                               |                                | Stop motion             |                           |
| Peter Pan                                                  | Statele Unite ale Americii                            | Clyde Geronimi Wilfred Jackson Hamilton Luske            | Walt Disney Productions        | Traditional             |                           |
| The Treasure of Bird Island Poklad Ptacího ostrova         | Cehoslovacia                                          | Karel Zeman                                              |                                |                         |                           |
| 1954                                                       |                                                       |                                                          |                                |                         |                           |
| Animal Farm                                                | Regatul Unit al Marii Britanii și al Irlandei de Nord | John Halas Joy Batchelor                                 | Halas and Batchelor            | Traditional             |                           |
| Hansel and Gretel: An Opera Fantasy                        | Statele Unite ale Americii                            | Michael Myerberg John Paul                               | RKO Radio Pictures             | Stop motion             |                           |
| 1955                                                       |                                                       |                                                          |                                |                         |                           |
| The Devil and Kate Čert a Káča                             | Cehoslovacia                                          | Václav Bedřich                                           | Bratři v triku                 | Traditional             |                           |
| The Enchanted Boy Zakoldovanyy malchik                     | Uniunea Republicilor Sovietice Socialiste             | Vladimir Polkovnikov Aleksandra Snezhko-Blotskaya        | Soyuzmultfilm                  | Traditional             |                           |
| Lady and the Tramp                                         | Statele Unite ale Americii                            | Clyde Geronimi Wilfred Jackson Hamilton Luske            | Walt Disney Productions        | Traditional             |                           |
| 1956                                                       |                                                       |                                                          |                                |                         |                           |
| The Enchanted Village Le Village enchanté                  | Canada                                                | Marcel Racicot Réal Racicot                              |                                |                         |                           |
| The Secret of Magic Island Une fée... pas comme les autres | Italia · Franța                                       | Jean Tourane                                             |                                |                         |                           |
| The Twelve Months 12 mesyatsev                             | Uniunea Republicilor Sovietice Socialiste             | Ivan Ivanov-Vano Mikhail Botov                           | Soyuzmultfilm                  | Traditional             |                           |
| 1957                                                       |                                                       |                                                          |                                |                         |                           |
| The Creation of the World La création du monde             | Franța · Cehoslovacia                                 | Eduard Hofman                                            |                                | Traditional             |                           |
| Hemo the Magnificent                                       | Statele Unite ale Americii                            | Frank Capra                                              |                                | Traditional/Live action | Educational film, TV film |
| The Snow Queen Snezhnaya koroleva                          | Uniunea Republicilor Sovietice Socialiste             | Lev Atamanov                                             | Soyuzmultfilm                  | Traditional             |                           |
| 1958                                                       |                                                       |                                                          |                                |                         |                           |
| Beloved Beauty Krasa nyenaglyadnaya                        | Uniunea Republicilor Sovietice Socialiste             | Vladimir Degtyaryov                                      | Soyuzmultfilm                  | Stop motion             |                           |
| A Deadly Invention Vynález zkázy                           | Cehoslovacia                                          | Karel Zeman                                              |                                | Stop motion/Live action |                           |
| I Picchiatelli                                             | Italia                                                | Antonio Attanasi                                         |                                |                         |                           |
| The Tale of the White Serpent Hakuja den                   | Japonia                                               | Taiji Yabushita Kazuhiko Okabe                           | Toei Animation                 | Traditional             |                           |
| 1959                                                       |                                                       |                                                          |                                |                         |                           |
| 1001 Arabian Nights                                        | Statele Unite ale Americii                            | Jack Kinney                                              | UPA                            | Traditional             |                           |
| The Adventures of Buratino Priklyucheniya Buratino         | Uniunea Republicilor Sovietice Socialiste             | Dmitriy Babichenko Ivan Ivanov-Vano Mikhail Botov        | Soyuzmultfilm                  | Traditional             |                           |
| Chuang Tapestry 一幅僮锦                                   | Republica Populară Chineză                            | Qian Jagun                                               | Shanghai Animation Film Studio | Traditional             |                           |
| Hyoutan suzume ひょうたんすずめ                            | Japonia                                               | Yokoyama Ryuichi                                         |                                |                         |                           |
| Magic Boy Shōnen Sarutobi Sasuke                           | Japonia                                               | Akira Daikubara Taiji Yabushita                          | Toei Animation                 | Traditional             |                           |
| A Midsummer Night's Dream Sen noci svatojánské             | Cehoslovacia                                          | Jiří Trnka                                               |                                | Stop motion             |                           |
| Sleeping Beauty                                            | Statele Unite ale Americii                            | Clyde Geronimi Les Clark Eric Larson Wolfgang Reitherman | Walt Disney Productions        | Traditional             |                           |